# Tom Lucy
Thomas „Tom“ David Lucy (* 1. Mai 1988 in Bristol) ist ein ehemaliger britischer Ruderer.

## Karriere
Der 1,94 m große Tom Lucy gewann bei den Junioren-Weltmeisterschaften 2005 auf dem Beetzsee die Bronzemedaille im Vierer ohne Steuermann. Im Jahr darauf bei den Junioren-Weltmeisterschaften in Amsterdam gewann er die Goldmedaille.
2007 rückte er in den britischen Achter in der Erwachsenenklasse. Nachdem der britische Achter im Ruder-Weltcup die Plätze fünf, drei und vier belegt hatte, gewann er die Bronzemedaille bei den Weltmeisterschaften in München. Im britischen Achter ruderten in München Tom James, Tom Stallard, Tom Lucy, Tom Solesbury, Josh West, Richard Egington, Robin Bourne-Taylor, Alastair Heathcote und Steuermann Acer Nethercott.
2008 ruderte Tom Lucy in den ersten beiden Weltcup-Regatten im Vierer und belegte einmal den ersten und einmal den achten Platz. In der dritten Weltcup-Regatta siegte er mit dem britischen Achter. Bei den Olympischen Spielen 2008 in Peking bildeten Alex Partridge, Tom Stallard, Tom Lucy, Richard Egington, Josh West, Alastair Heathcote, Matt Langridge, Colin Smith und Acer Nethercott den britischen Achter. Die Briten gewannen ihren Vorlauf und gewannen im Finale die Silbermedaille hinter den Kanadiern und vor dem Achter aus den Vereinigten Staaten.
Tom Lucy studierte bis 2009 an der Oxford Brookes University. Dann beendete er seine sportliche Laufbahn und schloss sich den Royal Marines an.